# Андрій (церковний майстер)
Андрі́й — український народний майстер будівничий. У 1728 році збудував на кошти Данила Апостола дерев'яну церкву в селі Жуклі, Сосницького повіту.
| «В три заломи з банями». |
Довжина складала 8 сажнів (трьохаршинних), довжина 5 сажнів, висота 12 сажнів до хреста. Згоріла церква у 1759 році від грому.